# Карл Генчель
Карл Генчель (нім. Karl Hentschel; 23 вересня 1899, Нойдамм — 12 грудня 1956, Мюнстер) — німецький офіцер, генерал-майор люфтваффе. Кавалер Німецького хреста в золоті.

## Біографія
Після початку Першої світової війни 28 вересня 1914 року призваний в 151-й піхотний полк. З листопада 1914 року воював на російському фронті в складі 59-го піхотного полку. У 1916 році взятий в полон. У липні 1918 року звільнений і повернувся до Німеччини.
З травня 1919 року служив на авіабазі в місті Кенігсберг. 29 лютого 1920 року звільнений з армії і 8 квітня 1920 року вступив у поліцію. З 1 серпня 1929 року — командир поліцейської повітряної варти в Касселі, з 1 січня 1931 року — начальник поліцейської льотної школи в Ціренбергу (Гессен). 1 жовтня 1934 року переведений в люфтваффе. З 1 квітня по 30 вересня — командир ескадрильї 165-ї винищувальної ескадри (Кітцінґен). Закінчив Технічну академію люфтваффе (1937). В січні-квітні 1938 року брав участь у військових діях в Іспанії, командир ескадрильї 88-ї розвідувальної ескадри легіону «Кондор».
З 15 квітня 1938 року — начальник оперативного відділу штабу 3-ї авіадивізії, з 26 вересня 1939 року — штабу генерала для особливих доручень. 1 квітня 1940 року призначений командиром 2-ї групи 77-ї винищувальної ескадри. 14 січня 1941 року переведений в штаб командира винищувальної авіації 3, а 9 травня 1941 року — в штаб авіаційного командування особливого призначення «Ірак», 23 грудня 1941 року — знову в штаб командира винищувальної авіації 3. У грудні 1941 року призначений командиром винищувальної авіації 3 (в зону його відповідальності входила Німецька бухта — Гельголанд). 1 жовтня 1943 року призначений командиром 3-ї, 30 грудня 1943 року — 5-ї винищувальної дивізії, з 15 лютого 1945 року — 16-ї авіадивізії, з 10 квітня 1945 року — 7-ї винищувальної дивізії. 1 травня 1945 року під його командуванням сформоване ударне з'єднання «Генчель», з яким він діяв проти англо-американських військ. 8 травня 1945 року здався в полон. У 1948 році звільнений.

## Звання
- Єфрейтор (27 січня 1915)
- Унтерофіцер (25 серпня 1915)
- Сержант (31 березня 1919)
- Унтер-вахмістр поліції (8 квітня 1920)
- Вахмістр поліції (1 лютого 1921)
- Обер-вахмістр поліції (1 грудня 1923)
- Лейтенант поліції (29 квітня 1927)
- Оберлейтенант (26 березня 1929)
- Гауптман поліції (1 липня 1934)
- Гауптман (1 жовтня 1934)
- Майор (1 січня 1939)
- Оберстлейтенант (1 жовтня 1941)
- Оберст (1 квітня 1943)
- Генерал-майор (1 грудня 1944)

## Нагороди
- Залізний хрест 2-го і 1-го класу
- Нагрудний знак «За поранення» в чорному
- Почесний хрест ветерана війни з мечами
- Медаль «За вислугу років у Вермахті» 4-го, 3-го, 2-го і 1-го класу (25 років)
- Комбінований Знак Пілот-Спостерігач
- Медаль «За Іспанську кампанію» (Іспанія)
- Воєнний хрест (Іспанія)
- Національний знак пілота (Іспанія)
- Іспанський хрест в золоті з мечами
- Медаль «У пам'ять 1 жовтня 1938»
- Застібка до Залізного хреста 2-го і 1-го (28 червня 1940) класу
- Нагрудний знак пілота (Італія)
- Німецький хрест в золоті (9 листопада 1942)